# CYCLE (이승환의 음반)
《Cycle》은 대한민국의 싱어송라이터 이승환의 5번째 정규 앨범이다.

## 곡 목록
1. 아이에서 어른으로 1
 2. 붉은 낙타
 3. 백일동안 
4. 늑대들의 합창
 5. 세상사는 건 만만치가 않다
 6. 애원 
7. 푸념 
8. 사자왕 
9. 흡혈귀
 10. 아이에서 어른으로 Ⅱ 
11. 미용실에서 
12. 그가 그녈 만났을 때
 13. 아침산책 
14. 가족
 15. 아이에서 어른으로 Ⅲ

## 논란

### 뮤직비디오 괴담
노래 "애원"의 뮤직비디오에 귀신 형상이 발견됨과 더불어 촉발되면서 논란이 일었다. 방송가에서는 이승환이 조작한 게 아니냐는 의혹을 계속 제기했고, 귀신 논란과 조작 논란이 속속들이 일었다. 이승환은 이를 부정했다. 이 뮤직비디오의 경우 장혁, 김현주 등이 출연했으며, 차은택을 감독으로 하여 만든 이 뮤비는 서울지하철 5호선 등의 승강장에서 주로 촬영하였다. 장면 중 지하철 5호선 열차가 승강장을 출발하는 장면이 있는데, 이 때 기관사의 바로 옆에 정체불명의 소복을 입은 여자가 포착이 되었다. 이에 해당 여자가 도대체 누구인가, 귀신인가라는 논란을 불러일으키는 동시에, 이승환이 5집을 크게 띄우기 위해 일부로 뮤비에 귀신을 넣어둔 게 아니냐라는 루머가 퍼져나갔다. 이는 서울도시철도공사가 해당 의혹을 제기한 이후 수많은 방송매체를 비롯하여 많은 언론들이 조작한 것이 아니냐는 의혹 기사를 연이어 보도했고, 이승환과 해당 뮤비를 연출한 감독 차은택은 절대로 조작하지 않았다면서 부정했다. 이 때 이승환은 음악계 은퇴를 고민한 바 있었으며, 이 사건을 1999년 발매된 6집 <The War In Life>에는 '귀신 소동'이라는 곡을 통해 비판한 바 있다.
귀신의 실체에 대해서는 의견이 분분하다. 첫 번째는 그 무렵 여의도 부근에서 자살한 여인이라는 것이다. 이는 1997년 6월 14일 SBS에서 방영된 <토요미스테리 극장> 1화에서 밝힌 바 있었으며, 당시 5호선이 개통되면서 첫 지하철을 운영하게 된 서울도시철도공사가 승객 급감을 우려해서 '조작'이라고 압박을 넣었다는 정황이 포착되었다. 그리고 두 번째는 이 장면이 찍힌 광나루역 부근에서 1962년 속칭 광나루 살인사건이라는 살인사건의 피해자 김학자 여인라는 주장이다.
이 뮤직비디오가 발표된 1997년 무렵 한참 조작 논란이 벌어지자, 차은택 감독은 "논노" 잡지를 이용해서 "합성을 한 것이 맞다"라고 한 바 있다. 이 발표 이후 1주일 정도 지나고나서 이승환과 차은택은 다시 기자회견을 열었는데, 도시철도공사를 비롯해서 주변에서 "조작했다고 말하라"라며 압박해서 어쩔 수 없이 그리 밝혔던 것이고, 자신은 절대 조작하지 않았고, 결백하다고 기자회견을 했었다. 이후 그들은 영국에 있는 전문감정 단체에 필름을 보여줬었는데 그 단체에선 이런 반응을 내렸다. "카메라가 360도로 돌아가면서 촬영한 화면에 한 치의 오차도 없이 정확하게 여자를 붙여넣어 합성을 하는 기술은(1997년 당시) 헐리우드의 특급 스튜디오에서나 가능하다. 혹시 기관사 옆에 여자 세워놓고 찍은 다음 홍보하기 위한 목적으로 <쇼>를 하는 것 아니냐"며 반문을 했다.